# ブリタール (東ジャワ州)
ブリタール（Blitar）は、インドネシアの東ジャワ州の都市である。同名の県の中心地。州都のスラバヤから167 km、東ジャワ州第2の都市マランから73 kmに位置する。
インドネシア初代大統領のスカルノの墓地が中心部から5 kmの場所にある。スカルノが幼少時代を過ごしたゲバン宮殿が近くにあり、インドネシア史にスカルノが残した足跡が展示されている。加えて、とても活発なケルート山がブリタルの北20 kmに有る。元副大統領のブディオノや、インドネシア国軍最高指揮官のアグス・スハルトノ海軍大将もブリタール出身である。2人は中学校・高校の同期だった。

## 地域経済政府
2010年8月から2011年1月に行われた統計によると、ブリタールはインドネシアの地域経済政府で1位になった。特にインフラ、地方政府と民間の交流、商業許可、地域頭脳潜在能力、高潔さが優秀だった。

## 参考資料
- Witton, Patrick (2003). Indonesia (7th edition). Melbourne: Lonely Planet. pp. 285–286. ISBN 1-74059-154-2